# 5971 Tickell
5971 Tickell (1991 NT2) là một tiểu hành tinh vành đai chính được phát hiện ngày 12 tháng 7 năm 1991 bởi H. E. Holt ở Palomar.